# Cornelis Hin
Cornelis Nicolaas Hin (Den Helder, 6 de octubre de 1869-Bloemendaal, 21 de octubre de 1944) fue un deportista neerlandés que compitió en vela en la clase bote 12 ft. Fue padre de los también regatistas Johannnes y Franciscus Hin.
Participó en los Juegos Olímpicos de Amberes 1920, obteniendo una medalla de oro en la clase bote 12 ft.

## Palmarés internacional
| Juegos Olímpicos | Juegos Olímpicos  | Juegos Olímpicos | Juegos Olímpicos |
| Año              | Lugar             | Medalla          | Clase            |
| ---------------- | ----------------- | ---------------- | ---------------- |
| 1920             | Amberes (Bélgica) | Medalla de oro   | Bote 12 ft       |